# Peau d'Âne
Pour les articles homonymes, voir Peau d'âne (homonymie).
Peau d’Âne est un conte populaire. La version la plus célèbre est celle de Charles Perrault, parue en 1694, puis rattachée aux Contes de ma mère l'Oye à partir de l'édition de 1781, « première édition complète ». Selon la nouvelle classification des contes de Ruth B. Bottigheimer, il s'agirait du premier conte de fées français écrit.  
Louis XIV enfant se plaignait à sept ans de ne plus pouvoir s'endormir en écoutant sa nourrice lui raconter Peau d'Âne, et dans Le Malade imaginaire de Molière (édition originale de 1682), la petite Louison en parle. De même La Fontaine en 1678 dans le Pouvoir des fables.

## Histoire
Mourante, une reine se fait promettre par le roi de ne prendre pour nouvelle épouse qu'une femme plus belle et mieux faite qu'elle. Après la mort de celle-ci, le roi accablé de tristesse dit à sa fille qu'il ne veut plus jamais la revoir. Le temps passe et le roi se voit dans l'obligation de se remarier pour faire un héritier. Ne manquant pas à sa promesse, il se met à chercher sa future reine, seulement aucune des femmes du royaume n'est assez belle pour qu'il puisse l'épouser. La seule personne capable de rivaliser avec la beauté de sa défunte femme n'est autre que sa propre fille, et le roi la demande en mariage.

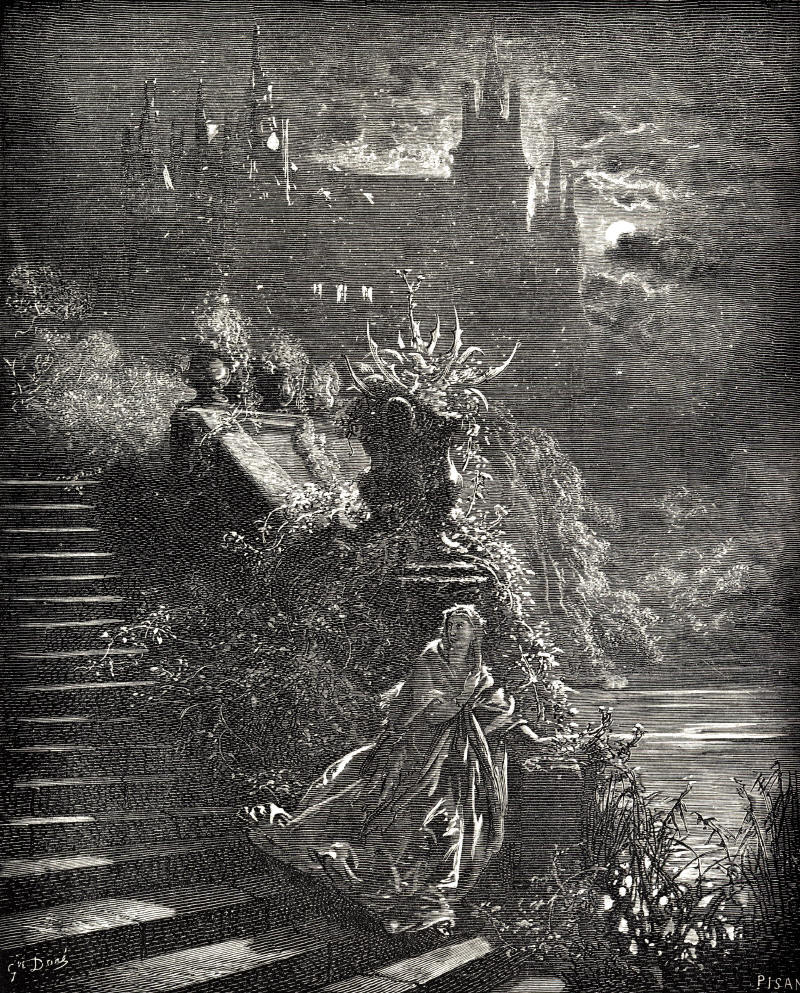
Peau d'âne fuyant le château de son père, illustration par Gustave Doré.

Pour échapper à cette union incestueuse et sur les conseils de sa marraine, la princesse demande à son père par trois fois, pour sa dot, des robes irréalisables : elle demande d'abord une robe couleur de temps, puis une robe couleur de lune et enfin une robe couleur de soleil. Mais contre toute attente, il parvient toujours à les lui offrir. Elle lui demande alors de sacrifier son âne qui produit des écus d'or en guise de crottin, son plus précieux trésor, et le roi s'exécute. La princesse s'enfuit alors du château, revêtue de la peau de l'âne. Elle emporte avec elle sa toilette et ses plus belles robes.
Peau d'âne s'installe dans un petit village d'un royaume voisin et travaille comme souillon, vivant dans une simple cabane. Le prince d’un autre royaume, vient en visite au village, en se promenant arrive à sa maison et la voit, parée de sa robe couleur soleil. Ébloui par sa beauté, il en tombe amoureux et rentrant au palais se meurt d'amour. Il demande alors que Peau d'âne lui fasse un gâteau. En faisant la pâte du gâteau, elle laisse échapper sa bague dedans sans s'en rendre compte. Le prince, manquant de s'étouffer avec celle-ci, demande immédiatement que toutes les femmes et demoiselles du pays, de la plus noble à la plus humble, viennent essayer la bague au château. Aucune ne peut passer cette dernière. On fait alors venir Peau d'âne au château. Son doigt entre dans la bague, sa peau d'âne tombe et laisse apparaître sa plus belle robe. Le prince peut alors l'épouser, les fêtes pour leurs noces durent trois mois et laissent tous les plus grands princes du monde entier défiler.
Son père invité également, se rend compte de son erreur et demande pardon à sa fille, lui donnant sa bénédiction pour son mariage et sa nouvelle vie de reine.
Une interprétation fait dériver le conte de Peau d'âne d'un mythe préhistorique semblable à celui de la femme-cygne, où l'animal central serait un mammifère quadrupède et que l'on pourrait mettre en rapport de transformation structural avec le motif mythique de la ménagère mystérieuse.

## Autres versions
L'existence du conte est attestée pour la première fois, au XVIe siècle, dans les Propos rustiques (1547) de Noël du Fail (c. 1520–1591),. L'existence d'un conte oral est attestée au XVIIe siècle par le Page disgracié (1643) de Tristan L'Hermite, plus tard par les Mémoires (1624–1666) de Pierre de La Porte (1603–1680), premier valet de chambre (1643–1653) de Louis XIV enfant (le mémorialiste s'y souvient, à plusieurs décennies de distance, du goût du petit prince pour « les contes de Peau d'Âne » en 1645), par le Virgile travesti (1648) et le Roman comique (1651) de Paul Scarron (1610–1660), les Mémoires (1651) du cardinal de Retz (1613–1679), l'Ovide Bouffon (1662) de Louis Richer, la Dissertation sur Joconde (1669) de Nicolas Boileau (1636–1711), le Malade imaginaire (1673, acte II, sc. 8) de Molière (1622–1673),, et le Pouvoir des fables (1678) de Jean de La Fontaine (1621–1695),,.
Un certain nombre de textes du Moyen Âge présentent des éléments caractéristiques du conte.
Les frères Grimm ont publié une version de ce conte en allemand sous le titre Allerleirauh, traduit parfois en Peau de mille-bêtes ou Toutes-Fourrures (1812). Dans cette version, le personnage de la marraine est absent et l'héroïne porte un manteau de mille fourrures.
Il existe également plusieurs versions africaines.

## Adaptations

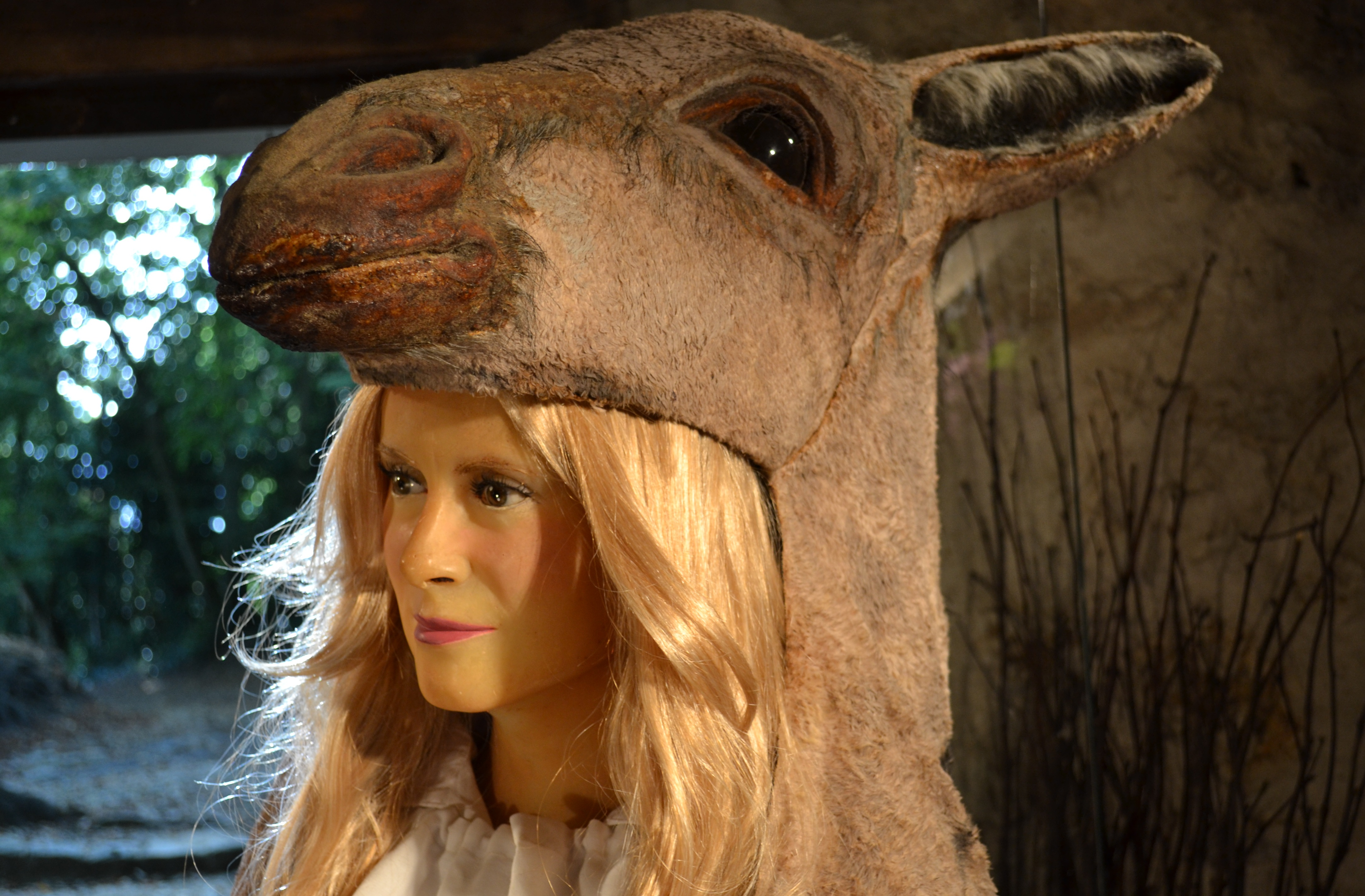
Figure de cire représentant l'actrice Catherine Deneuve dans le film Peau d'Âne (château de Breteuil, France).

- Peau d'âne (1838), féérie en 9 tableaux de Louis-Émile Vanderburch et Laurencin, Théâtre de la Porte-Saint-Martin, Paris, (10 août)
- Peau d'âne (1863), grande féérie en quatre actes et vingt tableaux de Louis-Émile Vanderburch, Laurencin et Clairville (Louis-François Nicolaïe),  musique de Léon Fossey, théâtre de la Gaîté, Paris (14 août)
- Peau d'Âne (1899), opéra-comique français de Raoul Laparra
- Peau d'Âne (1904), film français muet d'Albert Capellani
- Peau d'Âne (1908), film français muet d'Albert Capellani
- Peau d'Âne (1970), film musical français de Jacques Demy
- Peau d'Âne (2003), roman français de Christine Angot
- Peau d’Âne, livre-disque raconté par Cécile de France à Thierry Magnier, musique André Serre-Milan, 2005
- Peau d'Âne (2010), bande dessinée française d'Edmond Baudoin
- Peau d'âne (2012), spectacle de danse d'Emilio Calcagno
- Mes contes de Perrault (2014), dix contes de Perrault, dont Peau d'âne, réécrits par Tahar Ben Jelloun
- Leurs contes de Perrault (2015), onze contes de Perrault, dont Peau d'âne, réécrit par Fabienne Jacob, Editions Belfond
- Peau d'âne ou De la manière qu'une main d'ivoire a de trouver prince à son doigt (2015), créé par la Compagnie Comme Si, mise en scène par Coraline David, présenté au Festival Off d'Avignon.Spectacle parlé et en langue des signes soutenu par l'Adami
- Peau d'âne (spectacle) (2018) (sous titré féerie musicale) produite au Théâtre Marigny pour sa réouverture en 2018. Le spectacle est mis en scène par Emilio Sagi.
- Peau d'âne et la princesse qui pue du bec (2020), livre pour enfants écrit par Stéphane Botti et illustré par Aurélie Grand
- Peau d'âne, la princesse qui pue (2021), tome 2 de la série de bande dessinée Raowl, écrite et dessinée par Tébo